# Ніхто не хотів стріляти
«Ніхто не хотів стріляти» — п'ятий епізод третього сезону науково-фантастичного серіалу-антиутопії Чорне дзеркало. Сценарій написав творець серіалу Чарлі Брукер, режисером виступив Якоб Вербрюгген. Прем'єра відбулась 21 жовтня 2016 року на телеканалі Netflix..

## Сюжет
Мілітарна організація у пост-апокаліптичному світі займається винищенням мутованих людей, яких називають «тарганами». Бійці «Лампас» Койнанґе (Малахій Кірбі) та «Мисливиця» Реймен (Медлін Брюер) — служать в одному загоні. Кожен солдат має електронний імплантант, що називається МАСС. Пристрій притупляє природні відчуття та забезпечує солдат особливими можливостями завдяки доповненій реальності, а також створює еротичні сни уночі. Команда виходить на завдання, під час якого лідер загону Медіна (Сара Снук) допитує місцевого фермера та вірного християнина (Френсіс Меґі), якого підозрюють в переховуванні тарганів. Підозри Медіни підтверджуються, коли Лампас знаходить ціле «гніздо» тарганів, які виглядають як бліді, гаркучі людиноподібні монстри із гострими зубами. Один із тарганів спрямовує на Лампаса таємничий LED-пристрій, після чого Лампас та Мисливиця відкривають вогонь. Лампас підіймає цей пристрій та випадково світить собі в очі. Медіна заарештовує власника будинку та наказує спалити будинок. Пристрій, яким Лампас засвітив собі в очі, якось пошкодив імплант МАСС, через що той починає глючити. Лампас проходить фізичну та психологічну діагностику, проте жодних проблем не виявлено.
Наступного дня Медіна, Лампас та Мисливиця йдуть до закинутого житлового комплексу у пошуках інших тарганів. Несподівано Лампас переживає ще один глюк: його відчуття нюху, раніше пригнічене імплантом, зненацька повертається. У наступну мить тарган-снайпер убиває Медіну. Лампас та Мисливиця стріляють у відповідь по будівлі, де сидить снайпер та заходять до неї. Лампас знаходить там жінку та наказує їй тікати, проте Мисливиця убиває її. Під час перестрілки стає зрозуміло, що Лампас тепер бачить звичайних людей там, де Мисливиця бачить тарганів. Лампас намагається зупинити Мисливицю та відключає її, але зазнає ушкоджень і втікає з місця разом із наляканою жінкою (Аріана Лабед) та її сином.
Жінка, Катаріна, пояснює, що МАСС-імплант Лампаса змінює його відчуття, аби відбити сором за те, що «таргани» насправді звичайні люди. Фактично, таргани є жертвами етнічної чистки на кшталт голодомору та Повномасштабного вторгнення росії в Україну 24 лютого 2022 року проти тих, кого вважають генетично гіршими. Катаріна зауважує, що, хоча солдати мають МАСС-імпланти і бачать їх монстрами, звичайні люди просто ненавидять їх через пропаганду та упередження. З'являється Мисливиця та вбиває Катаріну і її сина та відключає Лампаса.
Лампас прокидається у тюремній кімнаті, де психотерапевт Аркетт (Майкл Келлі) пояснює йому, що той LED-пристрій запустив вірус у МАСС-імплант Лампаса, тож той почав глючити і дозволив йому бачити тарганів звичайними людьми. Аркетт пояснює справжню мету МАСС-імплантів: змінити візуальне сприйняття ворогів, щоб вони виглядали як зомбі-подібні монстри; змінити їхнє звукове сприйняття, аби солдати чули не благання, а загрозливі крики; приглушити нюх, щоб солдати не відчували запаху крові та лайна; а також прибрати деякі спогади. МАСС використовується для дегуманізації ворогів, щоб солдати могли спокійно вбивати їх без докорів сумління. З'ясовується, що Лампас із власної згоди працює на глобальній програмі євгеніки, що покликана «захистити чистоту крові» людства. Спогади про те, як він погоджується на цю роботу, були видалені МАСС-імплантом. Аркетт підтверджує свої слова, демонструючи відео того, як Лампас погоджується. Також від демонструє відео із завдання Лампаса, коли той убив двох «тарганів», тільки на відео видно не монстрів, а справжніх людей. Аркетт погрожує ув'язнити Лампаса та нескінченно показувати йому відео його убивств, якщо він відмовиться витерти спогади про останні декілька днів та перезапустити МАСС-систему.
Дія переноситься на якийсь час у майбутнє. Лампас звільнився зі служби з почестями та нагородами, з чого зрозуміло, що він погодився на повторне витирання пам'яті. Він підходить до того, що в його очах виглядає як розкішний будинок, у якому його чекає дівчина з його еротичних снів. Насправді ж він стоїть один біля помальованої графіті халупи.

## Виробництво

### Назва
Назва епізоду — відсилання до книги американського генерала Семюела Маршалла «Ніхто не хотів стріляти: Проблема керування битвою» (1947), у якій Маршалл заявляє, що під час Другої світової війни, 75 % солдатів відмовлялися стріляти навіть у загрозливих умовах, а більшість із них, навіть коли стріляли, — то навмисне над головами ворога. Схоже твердження є також в одному з діалогів Аркетта в епізоді. Книга Дейва Ґроссмана «Убиваючи», яка розкриває психологічний аспект акту убивства, також надихнула Брукера на написання сценарію.

### Зв'язки з іншими епізодами
Мисливиця у будинку фермера співає пісню «Anyone Who Knows What Love Is (Will Understand)», яка звучала у попередніх епізодах «П'ятнадцять мільйонів нагород» та «Біле Різдво». Також є менш помітне посилання на «Біле Різдво»: на столі Аркетта під час огляду Лампаса стоїть снігова куля, подібна до тієї, яка багато разів з'являлась у різдвяному спецепізоді.
Під час сеансів доповнення реальності у військових біліють очі, як в епізоді «Історія твого життя».

## Критика
Адам Чітвуд з видання «Collider» розкритикував епізод, назвавши його «осічкою» (англ. misfire) загалом відмінного сезону. Сучандріка Чакрабарті з Daily Mirror навпаки — оцінила епізод на 5 із 5, відзначивши, як епізод «змушує тебе задуматись над філософськими наслідками високотехнологічної війни».